# Early Daze
Early Daze è il 47° album in studio del cantautore canadese-statunitense Neil Young, realizzato insieme alla band Crazy Horse e pubblicato il 28 giugno 2024 da Reprise Records.

## Tracce
1. Dance Dance Dance – 2:36
2. Come On Baby Let's Go Downtown – 4:12
3. Winterlong – 3:39
4. Everybody's Alone – 2:31
5. Wonderin' – 2:19
6. Cinnamon Girl – 3:01
7. Look at All the Things – 2:58
8. Helpless – 4:39
9. Birds – 3:38
10. Down by the River – 9:03

## Formazione
- Neil Young – chitarra, voce, piano (4), vibrazioni (5), battimani (6)
- Danny Whitten – chitarra, voce, battimani (6)
- Billy Talbot – basso, battimani (6)
- Ralph Molina – batteria, voce, battimani (6)
- Jack Nitzsche – piano (1–3)